# 星冬四郎
星 冬四郎（ほし とうしろう、1907年
（明治40年）12月23日 – 1989年（平成元年）8月7日 ） は、日本の農学者。家畜生理学を専門とした東京大学農学部教授、同名誉教授である。「馬の不妊症に関する内分泌学的研究」で東京帝大農学博士、「哺乳期における卵巣機能に関する研究」で日本農学賞を受賞。家畜繁殖研究会会長。

## 生涯
業績
「ラットの卵巣静脈血中の黄体ホルモンの化学的測定法の確立に関する研究」は世界で最初の取り組みで、のちに体外受精、胚移植へと発展した。昭和38年度の日本農学賞を受賞した「ラットの哺乳期における内分泌機能に関する研究」（「哺乳期における卵巣機能に関する研究」）は低受胎症の改善に、「家畜不妊症に対する性腺刺激ホルモンの応用に関する研究」は家畜繁殖障害のホルモン療法に貢献した。また恩師であった島村虎猪の著書『島村家畜生理学』を全面改訂し、この書は獣医学の重要な教科書として用いられたほか、編纂書に『繁殖学辞典』（文永堂）、内藤元男（東大教授）との共編書『泌乳』（東京大学出版会）がある。
経歴
福島県若松市出身で、会津中学、二高を経て1931年（昭和6年）東京帝大農科大学獣医学科を卒業。帝国競馬協会や母校での勤務を経て、1937年（昭和12年）に助教授となり、家畜生理学講座を担当した。第二次世界大戦では二度の召集を受け、陸軍獣医少尉として陸軍獣医学校教官等を務める。
1946年（昭和21年）から 1968年（昭和43年）まで東京大学農学部教授として家畜生理学講座、大学院生物研究科獣医学課程などを担当。京都大学、名古屋大学、九州大学などでの非常勤講師のほか、退官後は1978年（昭和53年）まで北里大学教授を務めた。学外の役職としては獣医師免許審査委員会、薬事審議会の各委員、日本獣医学会理事の任にあり、家畜繁殖研究会（現日本繁殖生物学会）理事長、同会長を歴任した。
妻のまり子は会津高田町の旧家本佐治家出身で、歌人の佐治斗牛（佐治雄平）は岳父。星は会津会会員であった。